# Пугачевська Тетяна Іванівна
Тетяна Іванівна Пугачевська — (нар. 8 лютого 1971, Одеса) — український режисер.

## Біографія
Народилась 8 лютого 1971 року в Одесі
Закінчила Художньо-графічний факультет Одеського педагогічного інституту ім. К.Д.Ушинського в 1993 році.
Протягом навчання віддавала перевагу акварелі та графічним технікам, захоплювалась пленерним живописом.
З моменту здобуття художньої освіти і до цього дня професійно працюю в Києві 2д-3д аніматором на різних українських та іноземних проектах.
У вільний час згадую першу любов у мистецтві - акварель по вологому.
Ця техніка непередбачувана, живе своїм життям і важко контролюється.
Такий норовливий характер подобається мені - кожного разу новий виклик.
Мої акварельні роботи брали участь у декількох спільних пленерах,виставках та фестивалях.

## Фільмографія
- «Бабай», повнометражний анімаційний фільм (2014 рік)
- «Козаки. Футбол», 26-серійний анімаційний серіал (2016 рік)
- «Козаки. Навколо світу» — 3-серійний анімаційний серіал (2018)